# Tetrahidrofolatna sintaza
Tetrahidrofolatna sintaza (EC 6.3.2.17, folilpoliglutamatna sintaza, folat poliglutamatna sintetaza, formiltetrahidropteroildiglutamatna sintetaza, 10-formiltetrahidropteroildiglutamat sintetaza, folilpoli-gama-glutamatna sintaza, folilpoliglutamil sintetaza, folilpoli(gama-glutamat) sintaza, folilpoliglutamatna sintetaza, folilpoli-gama-glutamat sintetaza-dihidrofolatna sintetaza, FPGS, tetrahidrofolilpoliglutamat sintaza, tetrahidrofolat:L-glutamat gama-ligaza (formira ADP), tetrahidropteroil-(gama-Glu)n:-glutamat gama-ligaza (formira ADP)) je enzim sa sistematskim imenom tetrahidropteroil-gama-poliglutamat:L-glutamat gama-ligaza (formira ADP). Ovaj enzim katalizuje sledeću hemijsku reakciju
ATP + tetrahidropteroil-[gama-Glu] + L-glutamat {\displaystyle \rightleftharpoons } ADP + fosfat + tetrahidropteroil-[gama-Glu]+1
Kod pojedinih bakterija, isti protein katalizuje ovu reakciju i reakciju enzima EC 6.3.2.12.

## Literatura
- Nicholas C. Price; Lewis Stevens (1999). Fundamentals of Enzymology: The Cell and Molecular Biology of Catalytic Proteins (Third изд.). USA: Oxford University Press. ISBN 019850229X.
- Eric J. Toone (2006). Advances in Enzymology and Related Areas of Molecular Biology, Protein Evolution (Volume 75 изд.). Wiley-Interscience. ISBN 0471205036.
- Branden C; Tooze J. Introduction to Protein Structure. New York, NY: Garland Publishing. ISBN 0-8153-2305-0.
- Irwin H. Segel. Enzyme Kinetics: Behavior and Analysis of Rapid Equilibrium and Steady-State Enzyme Systems (Book 44 изд.). Wiley Classics Library. ISBN 0471303097.

## Spoljašnje veze
- Tetrahydrofolate+synthase на 